# 密苑云顶乐园

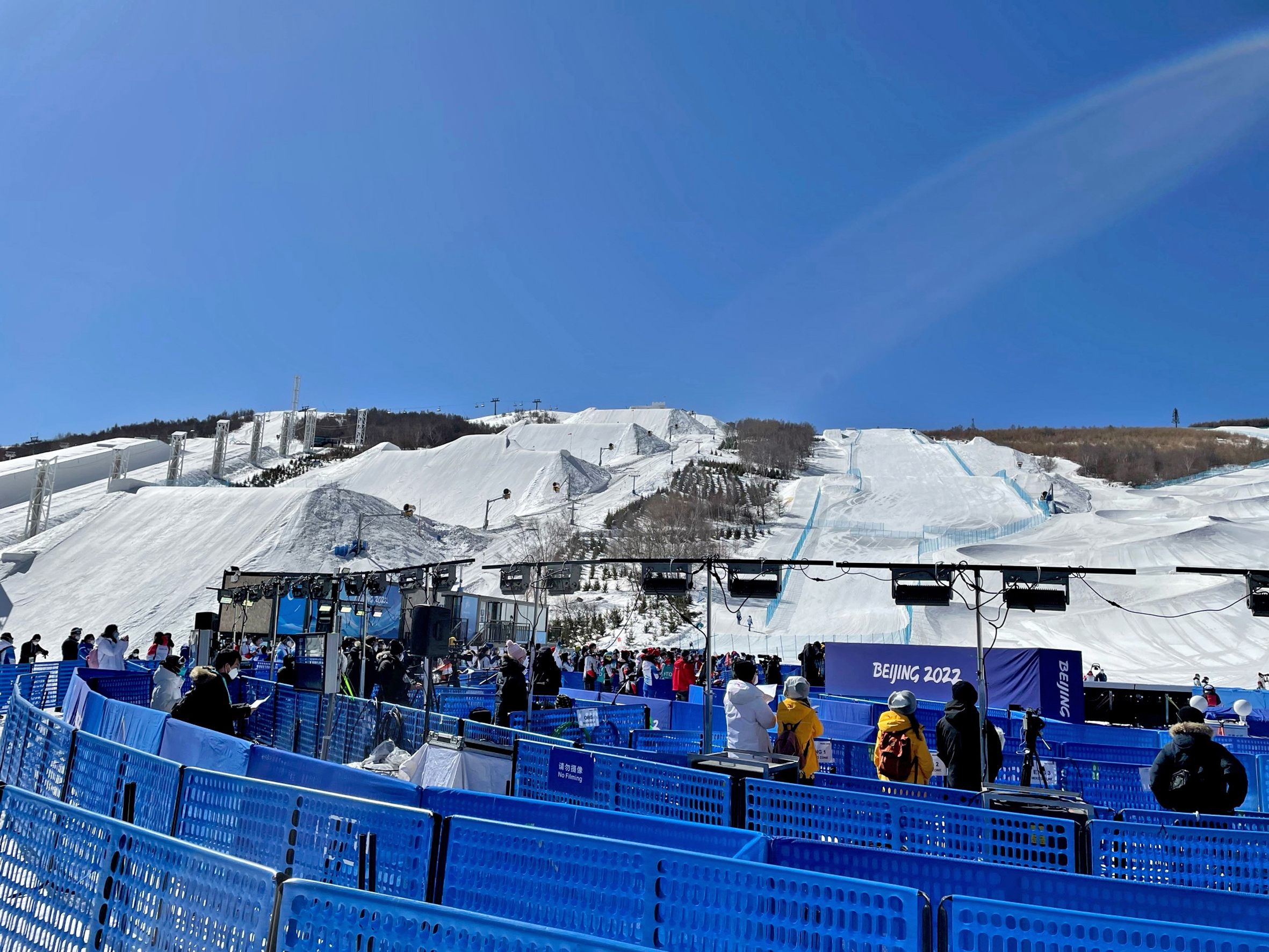
单板滑雪场地

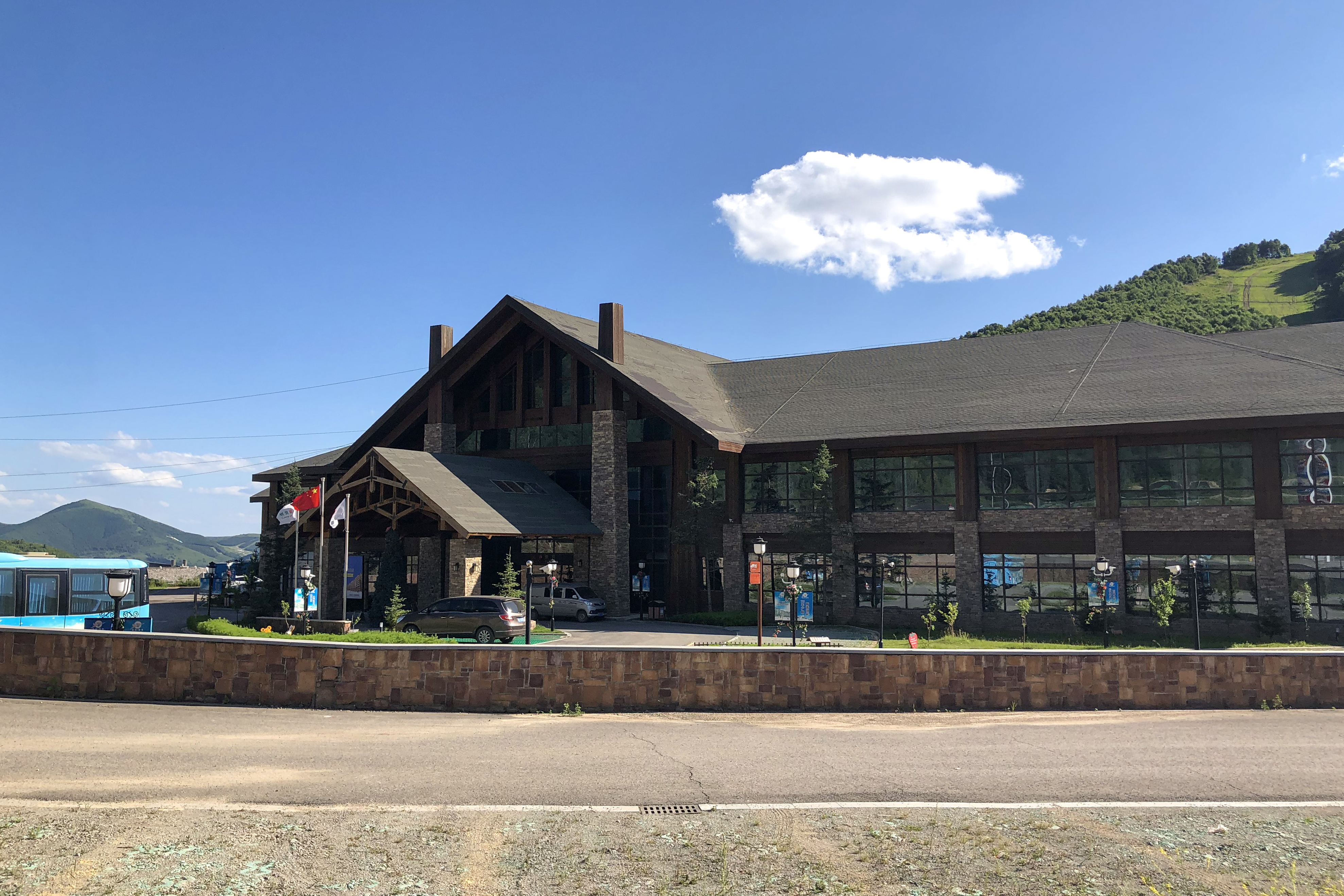
云顶世界

密苑云顶乐园，位于河北省张家口市崇礼区四台嘴乡太子城村梧桐大道，是以滑雪为主题的度假中心。

## 简介
密苑云顶乐园位于太行山、燕山交会处的大马群山中，年平均气温3.3℃，积雪时间150天。
2011年，密苑云顶乐园试营业。2012年12月16日，密苑云顶乐园正式开业。密苑云顶乐园是由马来西亚卓越集团开发，马来西亚云顶集团投资运营，是密苑度假区的第一期业态，包括滑雪中心、云顶大酒店两个项目。这是云顶集团在中国内地参与开发的第一个项目。
2012年起，密苑云顶乐园为国际雪联（FIS）认证的多项赛事提供场地。2014年，密苑云顶乐园签约成为2022年冬奥会申办委员会的赞助企业。2015年中国成功申办2022年冬季奥林匹克运动会，密苑云顶乐园被定为张家口赛区主赛场，作为云顶滑雪公园场地A和B，承担自由式滑雪、单板滑雪比赛。密苑云顶乐园将完善2022年冬奥会主赛场的设计方案并由国际奥委会批准，其中包括U型场地、空中技巧中心、单板和自由式滑雪赛道等，计划于2016/2017年冬季完成施工。
2016年12月17日，U型池在密苑云顶乐园开幕，这是中国首个奥运规格的U型池，将作为国家单板和双板U型池队训练基地。2016年，还建成了奥运会比赛规格的空中技巧场地，以及滑雪山地教学公园等场地和设施。
截至2015年，密苑云顶乐园建成35条雪道、3条缆车，规划开发88条雪道、22条缆车。
2015年1月18日，密苑云顶乐园举办了“1·18国际儿童滑雪比赛”。2015年12月1日，密苑云顶乐园宣布与沸雪（Air & Style）达成战略合作伙伴关系，成为“沸雪官方训练营”，同时LAAX风格的“青年公寓”项目将在2017年落户密苑云顶乐园。2017年1月19日，密苑云顶乐园8D雪道冠名“斯阔谷”（Squaw Valley）。2017年5月21日，1960年冬季奥林匹克运动会赛事举办地——美国加利福尼亚州斯阔谷滑雪场一条雪上技巧赛道冠名“密苑雪道”。
密苑云顶乐园内的云顶大酒店设有客房、游泳馆、室内健身房、SPA等设施，主要为游客提供服务。